# Dolní Rápotice
Dolní Rápotice je malá vesnice, část obce Šetějovice v okrese Benešov. Nachází se asi 1,5 km na jihovýchod od Šetějovic. V roce 2009 zde bylo evidováno 24 adres. Dolní Rápotice je také název katastrálního území o rozloze 2,01 km².

## Historie
První písemná zmínka o vesnici pochází z roku 1352.